# Kids Diana Show
Eva Diana Kidisyuk (née le 31 mars 2014), connue en ligne sous le nom de ✿ Kids Diana Show, est une YouTubeuse ukrainienne. Avec son frère Roma (né le 22 octobre 2012) et ses parents Volodymyr et Olena, elle anime plusieurs chaînes YouTube produisant du contenu pour enfants axé sur les jeux de rôle. Sa chaîne principale est la sixième la plus regardée et la sixième la plus suivie au monde.

## Contenu
Le contenu de Diana comprend des chansons pour enfants, des déballages, des vlogs, des divertissements éducatifs et des jeux de rôle. Son frère aîné, Roma Kidisyuk, dirige une chaîne YouTube intitulée ★ Kids Roma Show . Elle a également un frère cadet, Oliver Kidisyuk (né le 12 décembre 2020). Les chaînes de sa famille sont doublées dans de nombreuses langues, dont l'hindi, le japonais, l'indonésien, le russe, l'espagnol, l'allemand, le portugais et l'arabe.
Diana a été nommée pour la dixième édition annuelle des Streamy Awards 2020 dans la catégorie Enfants et famille et les Short Awards 2021 dans la catégorie Parenting, Family and Kids.

## Histoire
Olena et Volodymyr Kidisyuk ont commencé à faire des vidéos YouTube comme passe-temps lorsque le frère de Diana, Roma, est né. Née à Kiev, en Ukraine, Diana est apparue pour la première fois dans une vidéo en 2015 lorsqu'Olena a lancé une chaîne YouTube pour partager des vidéos de Diana avec ses amis et sa famille. La chaîne s'est rapidement développée, atteignant 1 million d'abonnés en un peu plus d'un an. En 2017, les deux parents ont quitté leur emploi pour se concentrer à plein temps sur leur chaîne YouTube et ont ensuite déménagé à Miami, en Floride.
En mai 2020, les parents de Diana ont signé un accord avec Pocket Watch, une start-up de médias pour enfants fondée en 2016 par Chris Williams et Albie Hecht. Il a dirigé Love, Diana - The Princess Of Play, une franchise basée sur leur marque comprenant une série animée, un jeu mobile, et des marchandises basées sur les marques de leur chaîne.
Love, Diana est une série animée en direct composée d'histoires courtes se déroulant dans la fiction "Land of Play" qui suit Diana et Roma alors qu'ils protègent leurs amis et leur famille des personnages symbolisant l'ennui diabolisé. L'émission est distribuée sur YouTube et des services OTT comme Amazon Prime Video, The Roku Channel et Samsung TV+.
| Canal                   | abonnés (en millions) | Vues (en milliards) | Prix des créateurs YouTube | Prix des créateurs YouTube | Prix des créateurs YouTube | Prix des créateurs YouTube | Prix des créateurs YouTube |      |      |      |
| Canal                   | abonnés (en millions) | Vues (en milliards) | 0,1                        | 1                          | 10                         | 50                         | 100                        |      |      |      |
| ----------------------- | --------------------- | ------------------- | -------------------------- | -------------------------- | -------------------------- | -------------------------- | -------------------------- | ---- | ---- | ---- |
| Canal                   | abonnés (en millions) | Vues (en milliards) | Kids Diana Show            | 100                        | 72.19                      | 2016                       | 2016                       | 2018 | 2020 | 2022 |
| Diana & Roma ARA        | 20,5                  | 9.1                 | 2019                       | 2019                       | 2020                       |                            |                            |      |      |      |
| Diana & Roma ESP        | 24,5                  | 9.2                 | 2019                       | 2019                       | 2020                       |                            |                            |      |      |      |
| Diana & Roma            | 17.3                  | 3.5                 | 2017                       | 2017                       | 2020                       |                            |                            |      |      |      |
| Kids Roma Show          | 18                    | 5.7                 | 2016                       | 2017                       | 2019                       |                            |                            |      |      |      |
| Diana & Roma HIN        | 22,7                  | 10.6                | 2019                       | 2019                       | 2020                       |                            |                            |      |      |      |
| Диана и Рома на русском | 5.06                  | 1.9                 | 2019                       | 2020                       |                            |                            |                            |      |      |      |
| Diana & Roma JPN        | 3.26                  | 1.29                | 2019                       | 2020                       |                            |                            |                            |      |      |      |
| Diana & Roma VNM        | 5.06                  | 1,82                | 2019                       | 2020                       |                            |                            |                            |      |      |      |
| Diana's Love            | 6,77                  | 2,83                | 2019                       | 2020                       |                            |                            |                            |      |      |      |
| Diana & Roma PRT        | 8,85                  | 3.47                | 2019                       | 2019                       |                            |                            |                            |      |      |      |
| Diana & Roma IND        | 10                    | 4.27                | 2019                       | 2020                       | 2022                       |                            |                            |      |      |      |
| Diana & Roma Vlog       | 1.48                  | 0,48                | 2019                       | 2019                       |                            |                            |                            |      |      |      |

## Récompenses et nominations
| Année | Prix                      | Catégorie                    | Résultat | Ref(s) |
| ----- | ------------------------- | ---------------------------- | -------- | ------ |
| 2022  | Prix du choix des enfants | Meilleure créatrice féminine | Nommée   |        |